# Edgar Ortenberg
Edgar Ortenberg, (nato Eleazar Ortenberg) (Odessa, 17 giugno 1900 – Filadelfia, 16 maggio 1996), è stato un violinista ungherese con cittadinanza francese naturalizzato statunitense, suonò nel Budapest String Quartet ed insegnò violino presso la Settlement Music School e la Temple University di Filadelfia, Pennsylvania.

## Biografia
Nato Eleazar Ortenberg a Odessa, tra i suoi insegnanti c'erano Naoum Blinder al Conservatorio di Odessa e Jacques Thibaud a Parigi. Aveva 15 anni quando iniziò a frequentare il Conservatorio di Odessa e a 21 diventò il primo violino dell'Orchestra dell'Opera di Odessa. Lasciò la Russia nel 1924, per l'antisemitismo dopo la rivoluzione russa. Nel 1927 adottò il nome "Edgar" (che era meno ebraico) e formò il Quartetto di Berlino con l'approvazione ufficiale del sindaco della città. Il quartetto fu riformulato nel 1933 da parte del governo nazista. Nel 1929, mentre era a Berlino, incontrò e sposò sua moglie, Tamara, anch'ella emigrata russa. Non ebbero figli, ma alla sua morte la coppia ha avuto un certo numero di nipoti che vivono sia negli Stati Uniti e in Ucraina.

## Parigi e gli States
Nel 1933 lui e sua moglie si trasferirono a Parigi, dove formò il Quotour Ortembert, che andò in tournée ha negli Stati Uniti nel 1937, il primo quartetto d'archi francese che l'avesse mai fatto. Diventò inoltre cittadino francese nel 1937, fu arruolato nell'esercito francese nel 1939, ma mentre recuperava da una malattia nel 1941, lui e sua moglie fuggirono dalla Francia controllata dai Nazisti, verso il Portogallo e si trasferirono a New York nel 1941. Qui suonò per l'Orchestra della Radio WQXR. Fu invitato ad aderire al Budapest String Quartet nel 1936 ma rifiutò, perché gli avevano chiesto di suonare come violista e sua moglie non voleva che lui cambiasse strumento, sottolineando "io voglio essere la vedova di un violinista, non la vedova di un violista ". Accettò un secondo invito nel 1944 e si esibì con il gruppo fino al 1949. Si trasferì poi a Filadelfia, dove insegnò violino presso la Settlement Music School fino al 1985 e fece parte della facoltà alla Temple University dal 1951 al 1972. Morì il 16 maggio 1996, di cancro a 95 anni.